# Louisville, Mississippi
Louisville là một thành phố thuộc quận Winston, tiểu bang Mississippi, Hoa Kỳ. Năm 2010, dân số của thành phố này là 6 631 người.

## Dân số
- Dân số năm 2000: 7 006 người.
- Dân số năm 2010: 6 631 người.